# Gouvernement Zeman
République tchèque
Tošovský Špidla
Le gouvernement Zeman (en tchèque : Vláda Miloše Zemana) est le gouvernement de la République tchèque entre le 22 juillet 1998 et le 15 juillet 2002, sous la 3e législature de la Chambre des députés.
Il est dirigé par le social-démocrate Miloš Zeman, vainqueur des élections législatives à la majorité relative. Il succède au gouvernement de centre droit de l'indépendant Josef Tošovský et cède le pouvoir au gouvernement de Vladimír Špidla après que le ČSSD a conservé le pouvoir aux élections de 2002.

## Historique
Dirigé par le nouveau président du gouvernement social-démocrate Miloš Zeman, précédemment président de la Chambre des députés, ce gouvernement est constitué par le Parti social-démocrate tchèque (ČSSD). Seul, il dispose de 74 députés sur 200, soit 37 % des sièges de la Chambre des députés. Il bénéficie de l'absence d'opposition du Parti démocratique civique (ODS), qui dispose de 63 députés, soit 31,5 % des sièges de la Chambre.
Il est formé à la suite des élections législatives anticipées des 19 et 20 juin 1998.
Il succède donc au gouvernement de l'indépendant Josef Tošovský, constitué et soutenu par une coalition entre l'ODS, l'Union chrétienne démocrate - Parti populaire tchécoslovaque (KDU-ČSL) et l'Alliance civique démocratique (ODA).

### Formation
Au cours du scrutin, le ČSSD surpasse l'ODS, qui abandonne sa première position de premier pays tchèque pour la première fois depuis sa création. Les deux partis passent ensuite un accord, connu comme « l'accord d'opposition » (en tchèque : Opoziční smlouva) qui octroie aux sociaux-démocrates la capacité de former l'exécutif et aux libéraux la présidence de la Chambre des députés.
Le 19 août 1998, le gouvernement obtient la confiance des députés par 73 voix pour, 39 voix contre et 24 abstentions. Si la KDU-ČSL et l'Union de la liberté (US) s'opposent au nouveau cabinet, le Parti communiste de Bohême et Moravie (KSČM) fait le choix de s'abstenir tandis que l'ODS ne participe pas à la séance, ce qui assure la confirmation de l'exécutif.

### Succession
Zeman est remplacé à la présidence du Parti social-démocrate par son ministre du Travail Vladimír Špidla le 7 avril 2001. Un an plus tard, ce dernier conduit le ČSSD à une nouvelle victoire électorale. Il parvient ensuite à constituer une alliance parlementaire avec la KDU-ČSL et l'US, ce qui lui permet de former son gouvernement.

## Composition

### Initiale (22 juillet 1998)
| Poste | Titulaire | Titulaire                                            | Parti |
| --- | --------- | ---------------------------------------------------- | ----- |
| Président du gouvernement                                                                                         |           | Miloš Zeman                                          | ČSSD  |
| Premier vice-président du gouvernement Ministre du Travail et des Affaires sociales                               |           | Vladimír Špidla                                      | ČSSD  |
| Vice-président du gouvernement Chargé de la Coordination des Affaires étrangères, de l'Intérieur et de la Défense |           | Egon Lánský (jusqu'au 01/12/1999)                    | ČSSD  |
| Vice-président du gouvernement                                                                                    |           | Pavel Mertlík                                        | ČSSD  |
| Vice-président du gouvernement Président du Conseil législatif                                                    |           | Pavel Rychetský                                      | ČSSD  |
| Vice-président du gouvernement (à partir du 10/12/1999)                                                           |           | Jan Kavan                                            | ČSSD  |
| Ministre des Affaires étrangères                                                                                  |           | Jan Kavan                                            | ČSSD  |
| Ministre de la Défense                                                                                            |           | Vladimír Vetchý                                      | ČSSD  |
| Ministre des Finances                                                                                             |           | Ivo Svoboda (jusqu'au 21/07/1999) Pavel Mertlík      | ČSSD  |
| Ministre de l'Intérieur                                                                                           |           | Václav Grulich (jusqu'au 04/04/2000) Stanislav Gross | ČSSD  |
| Ministre de l'Environnement                                                                                       |           | Miloš Kužvart                                        | ČSSD  |
| Ministre du Développement régional                                                                                |           | Jaromír Císař                                        | ČSSD  |
| Ministre de l'Industrie et du Commerce                                                                            |           | Miroslav Grégr                                       | ČSSD  |
| Ministre des Transports et des Communications                                                                     |           | Antonín Peltrám                                      | ČSSD  |
| Ministre de l'Agriculture                                                                                         |           | Jan Fencl                                            | ČSSD  |
| Ministre de l'Éducation, de la Jeunesse et des Sports                                                             |           | Eduard Zeman                                         | ČSSD  |
| Ministre de la Culture                                                                                            |           | Pavel Dostál                                         | ČSSD  |
| Ministre de la Santé                                                                                              |           | Ivan David (jusqu'au 09/12/1999) Bohumil Fišer       | ČSSD  |
| Ministre de la Justice                                                                                            |           | Otakar Motejl (à partir du 01/08/1998)               | Sans  |
| Ministre sans portefeuille Secrétaire général du gouvernement (à partir du 23/03/2000)                            |           | Jaroslav Bašta (jusqu'au 23/03/2000) Karel Březina   | ČSSD  |

### Remaniement du 26 avril 2000
- Les nouveaux ministres sont indiqués en gras, ceux ayant changé d'attributions en italique.

| Poste                                                                               | Titulaire | Titulaire                                             | Parti |
| ----------------------------------------------------------------------------------- | --------- | ----------------------------------------------------- | ----- |
| Président du gouvernement                                                           |           | Miloš Zeman                                           | ČSSD  |
| Premier vice-président du gouvernement Ministre du Travail et des Affaires sociales |           | Vladimír Špidla                                       | ČSSD  |
| Vice-président du gouvernement                                                      |           | Pavel Mertlík (jusqu'au 12/04/2001)                   | ČSSD  |
| Vice-président du gouvernement Président du Conseil législatif                      |           | Pavel Rychetský                                       | ČSSD  |
| Vice-président du gouvernement Ministre des Affaires étrangères                     |           | Jan Kavan                                             | ČSSD  |
| Vice-président du gouvernement (à partir du 30/05/2001)                             |           | Miroslav Grégr                                        | ČSSD  |
| Ministre de la Défense                                                              |           | Vladimír Vetchý (jusqu'au 04/05/2001) Jaroslav Tvrdík | ČSSD  |
| Ministre des Finances                                                               |           | Pavel Mertlík (jusqu'au 12/04/2001) Jiří Rusnok       | ČSSD  |
| Ministre de l'Intérieur                                                             |           | Stanislav Gross                                       | ČSSD  |
| Ministre de l'Environnement                                                         |           | Miloš Kužvart                                         | ČSSD  |
| Ministre du Développement régional                                                  |           | Petr Lachnit                                          | ČSSD  |
| Ministre de l'Industrie et du Commerce                                              |           | Miroslav Grégr                                        | ČSSD  |
| Ministre des Transports et des Communications                                       |           | Jaromír Schling                                       | ČSSD  |
| Ministre de l'Agriculture                                                           |           | Jan Fencl                                             | ČSSD  |
| Ministre de l'Éducation, de la Jeunesse et des Sports                               |           | Eduard Zeman                                          | ČSSD  |
| Ministre de la Culture                                                              |           | Pavel Dostál                                          | ČSSD  |
| Ministre de la Santé                                                                |           | Bohumil Fišer                                         | ČSSD  |
| Ministre de la Justice                                                              |           | Otakar Motejl (jusqu'au 16/10/2000)                   | Sans  |
| Ministre de la Justice                                                              |           | Pavel Rychetský (jusqu'au 02/02/2001)                 | ČSSD  |
| Ministre de la Justice                                                              |           | Jaroslav Bureš                                        | Sans  |
| Ministre sans portefeuille Secrétaire général du gouvernement                       |           | Karel Březina                                         | ČSSD  |